# Gaia Bermani Amaral
Gaia Bermani Amaral (anhörenⓘ; * 16. September 1980 in São Paulo) ist eine brasilianisch-italienische Schauspielerin, Model und Fernsehmoderatorin.
Amaral wurde als Tochter eines brasilianischen Modefotografen und eines italienischen Models geboren. Sie wuchs in Mailand auf und studierte am Liceo classico Giuseppe Parini. Später arbeitete sie als Model und Sprecherin. 2000 wurde sie durch einen Werbespot für Telecom Italia Mobile landesweit bekannt. 2002 präsentierte sie das Magazin Stracult auf Rai 2.

## Filmographie (Auswahl)
- 2003: SMS: Signs made Slowly
- 2005: I giorni dell’abbandono
- 2006: Il Quarto sesso
- 2007: Donne sbagliate
- 2008: Capri
- 2008: Amiche mie
- 2009: Polvere
- 2010: Crimini
- 2010: Ladonna della mia vita
- 2011: Xanadu
- 2011: Baciati dall’amore
- 2011–2012: Die Bergpolizei – Ganz nah am Himmel (Un passo dal cielo)
- 2016: West Coast
- 2016: Suddenly Komir
- 2018: Malati di sesso
- 2020: Der letzte Paradiso (L’ultimo paradiso)